# Staatliche Universität Nowosibirsk

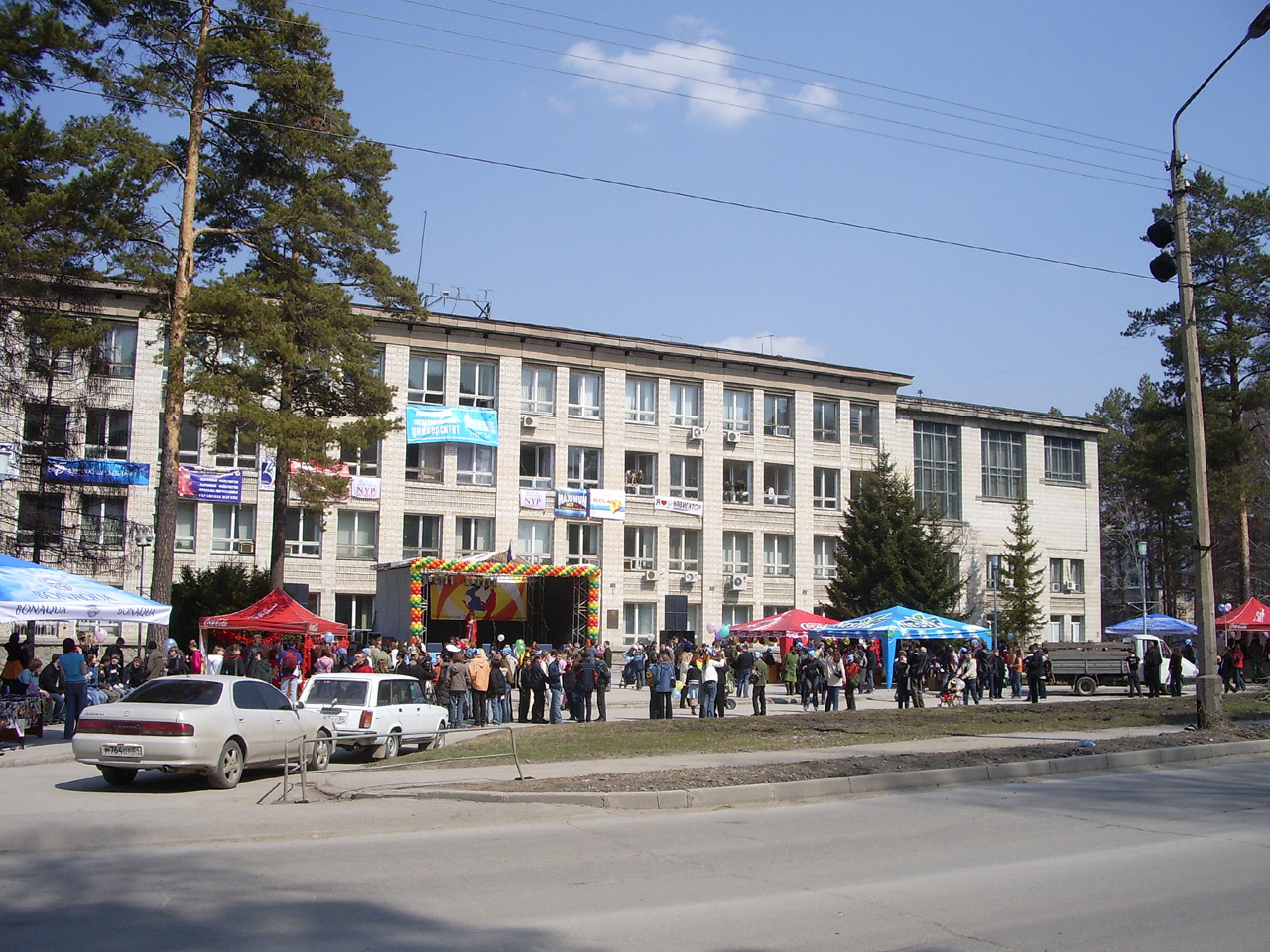
Versammlung vor dem Hauptgebäude zur InterWeek 2006

Die Staatliche Universität Nowosibirsk – auch Nowosibirsker Staatsuniversität bzw. Nowosibirsker Staatliche Universität aus dem Russischen: Новосибирский государственный университет, Nowosibirski gossudarstwenny uniwersitet oder kurz НГУ, NGU – ist eine 1959 gegründete russische Universität in der sibirischen Stadt Nowosibirsk mit mehr als 6500 Studenten. Teile der Universität befinden sich in Akademgorodok.

## Fakultäten
- Fakultät für Fremdsprachen
- Fakultät für Geologie und Geophysik
- Fakultät für Humanwissenschaften
- Fakultät für Informationstechnologie
- Fakultät für Journalismus
- Fakultät für Mathematik und Mechanik, gegründet 1961
- Fakultät für Medizin
- Fakultät für Naturwissenschaften, gegründet 1959
- Fakultät für Philosophie
- Fakultät für Physik
- Fakultät für Psychologie
- Fakultät für Rechtswissenschaften
- Fakultät für Wirtschaftswissenschaften

## Forschung
Die in kürzester Zeit aufgebaute Universität galt aufgrund ihrer Forschungsaktivitäten in Verbindung mit dem sibirischen Standort der sowjetischen Akademie der Wissenschaften in Akademgorodok als eine der führenden sowjetischen Hochschulen im naturwissenschaftlich-technischen Bereich. In den 1990er Jahren verließen allerdings viele Forscher die Hochschule und wanderten in die USA aus. In den letzten Jahren ist der Standort wieder attraktiver geworden. Geforscht wird heute vor allem in den Bereichen
- Mathematik und Informatik
- Biosysteme
- Energietechnik und Energieeinsparung
- Materialforschung
- Regionalentwicklung und Wissensökonomie

## Bekannte Hochschullehrer
- Juli Sergejewitsch Chudjakow, Historiker und Erforscher der Kulturgeschichte der südsibirischen Nomaden
- Michail Michailowitsch Lawrentjew, Mathematiker und Geophysiker
- Boris Walerianowitsch Tschirikow, Chaostheoretiker und Erforscher des Quantenchaos